# Domus Sanctae Marthae
Die Domus Sanctae Marthae (lateinisch „Haus der heiligen Martha“), auch unter der italienischen Entsprechung Casa Santa Marta bekannt, ist das Gästehaus der Vatikanstadt. Es dient als Gästehaus für kirchliche Besucher und der Unterbringung der Kardinäle beim Konklave. Außerdem wohnte Papst Franziskus während seiner Amtszeit dort. Das Haus ist dem Patrozinium der hl. Martha von Bethanien unterstellt, Schutzpatronin der Hauswirtschaft, der Gastwirte und Hoteliers.

## Geschichte
Das Gästehaus wurde 1884 von Papst Leo XIII. (1878–1903) gegründet. Es war zuerst ein Krankenhaus und wurde während einer Choleraepidemie genutzt. In ihm wurden Angehörige des Vatikans und der näheren Umgebung behandelt. Später wurde es zu einer Pilgerherberge umgebaut und diente nach dem Zweiten Weltkrieg als Herberge für Flüchtlinge. 
Schließlich gestaltete Johannes Paul II. 1978 das ehemalige Hospitium in das jetzige päpstliche Gästehaus Domus Sanctae Marthae um. 1996 wurde eine komplette Umbaumaßnahme abgeschlossen und durch Johannes Paul seiner Bestimmung übergeben. In Zeiten, in denen kein Konklave abgehalten wird, dient es als Unterkunft für Gäste des Papstes und der Römischen Kurie.

## Gästehaus
Das fünfstöckige Haus liegt hinter der Audienzhalle. Die Baukosten des unter Leitung des amerikanischen Architekten Louis D. Astorino errichteten Gebäudes beliefen sich auf circa 20 Millionen US-Dollar. Neben den Wohneinheiten, die alle mit einem eigenen Bad ausgestattet sind, gibt es im Erdgeschoss eine Kapelle, außerdem eine Gastronomie, kleine Verkaufsstände und Geschäfte, die persönliche Dienstleistungen anbieten. Die Haushaltsleitung und Bewirtschaftung liegt bei der Genossenschaft der Töchter der christlichen Liebe vom heiligen Vinzenz von Paul.

## Konklaven
Zur Durchführung eines Konklaves sind der Camerlengo, der Kardinalstaatssekretär und der Präsident der Päpstlichen Kommission für den Staat der Vatikanstadt für die häuslichen Vorbereitungen zuständig. Der Wahlort bleibt die Sixtinische Kapelle, gleichwohl gelten für das Gästehaus die gleichen Geheimhaltungsbestimmungen. Die Wahlteilnehmer werden zu den Wahlgängen in einem Bus zur Kapelle gefahren. Den Bewohnern stehen je nach Ausstattung 106 Gästeappartements und 22 Einzelzimmer zur Verfügung. Die Verteilung der Zimmer auf die Kardinäle erfolgt im Losverfahren. Während des Konklaves werden alle elektronischen Verbindungen zur Außenwelt abgeschaltet.

## Wohnsitz von Papst Franziskus
Nach seiner Wahl zum Papst im März 2013 wohnte Papst Franziskus zunächst im Gästehaus Sanctae Marthae, weil die päpstliche Wohnung im Apostolischen Palast für ihn hergerichtet wurde. Als die Wohnung bereit war, zog es der Papst dennoch vor, weiter im Gästehaus Sanctae Marthae zu residieren. Zur Begründung sagte er, es gefalle ihm, „inmitten der anderen Mitglieder der Geistlichkeit“ zu wohnen.
Der Leichnam von Papst Franziskus war nach seinem Tod am Morgen des Ostermontags, den 21. April 2025 in seiner Wohnung, zunächst in der Kapelle von Sanctae Marthae aufgebahrt, wo Kardinäle, ihm Nahestehende und Mitarbeiter der Römischen Kurie Abschied nehmen konnten. Am Vormittag des 23. April 2025 wurde er in einer Prozession in den Petersdom überführt, wo er bis zum Abend des 25. April 2025 vor seiner Begräbnisfeier öffentlich aufgebahrt wurde.